# Turó d'en Gall
El Turó d'en Gall és una muntanya de 307 metres que es troba al municipi de Tordera, a la comarca del Maresme.
Al cim podem trobar-hi un vèrtex geodèsic (referència 303110001).